# Netmusiczone Records
Netmusiczone Records (auch: NetMusicZone Records) ist ein Independent-Label aus Bad Hindelang im Allgäu und eine hundertprozentige Tochter der Brainstorm Music Marketing AG. Das Label wurde 1991 durch Michael „Deville“ Schober und Manfred „Mannix“ Strauchner gegründet. Unter Vertrag stehen deutsche und internationale Künstler, vornehmlich aus den Bereichen Rock und Alternative Rock.
Angeschlossen an das Label sind ein Künstler-Management und seit 2015 eine Inhouse-Booking-Agentur. So übernahm man das Exklusiv-Management für Künstler wie Femme Schmidt, Equilibrium und Accept und arbeitet im Live-Bereich unter anderem mit Henning Wehland und der südafrikanischen Band Prime Circle zusammen.

## Künstler
- Fighter V
- The Stories
- The New Roses
- Marrok
- Black Space Riders
- Skull Fist
- Bloodpit
- Die Elenden
- Tiger Tunes
- Rising Girl
- Mark Reeder
- Anne Clark
- Klaxons
- Geist
- Who Killed Bruce Lee